# 谢尔盖·普里特茨基
谢尔盖·奥西波维奇·普里特茨基（俄语：Сергей Осипович Притыцкий；1913年2月18日—1971年6月13日），苏联党和国家领导人，陆军上校军衔。早年加入在波兰第二共和国活动的西白俄罗斯共产党，参与刺杀活动被捕，后得到释放。曾任比亚韦斯托克州副州长；白俄罗斯共青团中央委员会第二书记；共青团白俄罗斯游击队副总指挥；波兰游击队副总指挥、总指挥；白共（布）格罗德诺州委第二、第一书记；巴拉诺维奇州、莫洛杰奇诺州、明斯克州委第一书记；白共中央纪律委员会、白俄罗斯苏维埃社会主义共和国监察委员会主席；白俄罗斯苏维埃社会主义共和国部长会议副主席、最高苏维埃主席团主席；苏联最高苏维埃主席团副主席等职务。

## 生平
- 1913年2月18日出生于格罗德诺省索科尔斯基区加尔卡维奇村的一个农民家庭。1926年5月小学毕业后在当地做工人。1931年起加入西白俄罗斯共青团。
- 1931年8月-1932年12月，西白俄罗斯共青团克林卡区委（当时属波兰）书记。1932年加入西白俄罗斯共产党。
- 1932年12月-1933年5月，西白俄罗斯共青团格罗德诺区委员书记。
- 1933年5月-10月，被捕入狱。
- 1933年10月-1935年4月，西白俄罗斯共产党党校学习。
- 1935年4月-1936年1月，西白俄罗斯共青团索尔尼姆区委员书记。
- 1936年1月27日被波兰当局逮捕。当年6月20日被判处死刑。1937年2月26日改判无期徒刑。1939年9月1日越狱。
- 1939年11月-1941年，比亚韦斯托克州副州长。他大力支持西白俄罗斯并入苏联的白俄罗斯苏维埃社会主义共和国。1941年加入联共（布）。
- 1941年-1942年1月，西部方面军政治部教官，红军参谋部高级培训班学习。
- 1942年1月-1944年，白俄罗斯共青团中央第二书记。期间，1942年10月-1944年3月，共青团白俄罗斯游击队助理参谋长，陆军上校军衔。
- 1944年3月，波兰游击运动总司令部副参谋长。
- 1944年3月-1945年5月，波兰游击运动总司令部参谋长。
- 1945年5月-1948年8月，联共（布）中央高级党校学习。
- 1948年8月-12月，白共（布）格罗德诺州委第二书记。
- 1948年12月-1951年11月，白共（布）格罗德诺州委第一书记。
- 1951年11月-1953年8月，白共（布）中央委员会党、工会和共青团机构部副部长。
- 1953年8月-1954年1月，白共巴拉诺维奇州委第一书记。
- 1954年1月-1960年2月，白共莫洛杰奇诺州委第一书记。
- 1960年2月-1963年1月，白共明斯克州委第一书记。
- 1962年12月-1968年1月，白共中央委员会书记。期间，1962年12月-1965年12月，白共中央纪律检查委员会主席兼白俄罗斯苏维埃社会主义共和国国家监察委员会主席、白俄罗斯苏维埃社会主义共和国部长会议副主席。
- 1968年1月-1971年6月，白俄罗斯苏维埃社会主义共和国最高苏维埃主席团主席兼苏联最高苏维埃主席团副主席。
- 1971年6月13日于明斯克逝世，终年58岁。葬于明斯克东部公墓。

普里特茨基是苏共20-24大代表；第22-24届中央委员；第1-7届苏联最高苏维埃民族院代表，第8届苏联最高苏维埃联盟院代表。

## 荣誉
- 四次列宁勋章（1949,1958,1963,1965）
- 两次红旗勋章（1943,1945）
- 劳动英勇奖章